# American Institute of Aeronautics and Astronautics
O American Institute of Aeronautics and Astronautics (AIAA) é uma associação profissional da área de engenharia aeroespacial. Foi fundado em 1963, a partir da fusão de duas sociedades anteriores: a American Rocket Society (ARS), fundada em 1930 como American Interplanetary Society (AIS), e o Institute of the Aerospace Sciences (IAS), fundado em 1932 como Institute of the Aeronautical Sciences.
O AIAA é o representante dos Estados Unidos na International Astronautical Federation e no International Council of the Aeronautical Sciences. Em 2004, o AIAA tinha mais de 35.000 membros. Apesar do nome, a associação possui membros entre os profissionais da área aeroespacial em todo o mundo, sendo a maioria norte americana ou vivendo nos Estados Unidos. Alguns dos seminários e convenções do AIAA são restritos a cidadãos norte americanos por questão de segurança nacional.